# René Arce Islas
René Arce Círigo (Oaxaca de Juárez, Oaxaca; 22 de octubre de 1953). Su nombre real es Oscar Nahúm Círigo. es un político mexicano, exguerrillero, exmiembro y fundador del Partido de la Revolución Democrática. Fue Senador por el Distrito Federal. 
Estudió Economía en la Universidad Nacional Autónoma de México y fue profesor en la Universidad Autónoma de Guerrero (UAG). Entre 2011 y 2015 estuvo afiliado al Partido Nueva Alianza, para regresar al PRD después de ese año.  Fue líder de la organización política Movimiento de Izquierda Alternativa. Fue columnista político en los diarios La Crónica y El Sol de México.

## Biografía

### Previo a la política electoral
En los años 70 fue parte de la Liga Comunista 23 de Septiembre, hecho por el cual fue perseguido por el gobierno del entonces presidente Luis Echeverría Álvarez, debido a esta persecución años más tarde cambió su nombre por el de René Arce Islas. En los años 80 fue militante del Partido Revolucionario de los Trabajadores.
Fundador del Sindicato Único Nacional de Trabajadores Universitarios. Secretario de Prensa de la Unión Sindical de Catedráticos de la UAG. Secretario de Prensa, Relaciones y Educación del Sindicato de Aeronaves de México.
Participó como integrante de la Mesa de Concertación para la Reforma Política del D.F., en 1982. 

### En el PRD
En 1989 fue parte de la fundación del Partido de la Revolución Democrática. Dentro de la estructura del PRD, fue Secretario General en el D.F. entre 1996 y 1999, Secretario de Organización en el D.F. entre 1993 y 1996, Consejero Nacional en el mismo periodo y Presidente del Distrito XXVI en Iztapalapa entre 1990 y 1993.
Fue diputado federal en la LIX Legislatura, en la que ocupó el cargo de vicecoordinador de la fracción parlamentaria del PRD, así como en la LVI Legislatura de 1994-1997.
Fue diputado local en la Asamblea Legislativa del Distrito Federal I Legislatura, de 1997-2000 así como secretario de la Comisión de Gobierno. 
Fue el primer jefe delegacional de Iztapalapa, entre el 2000 - 2003. 
En el año 2001 se auto define como socialdemócrata y se incorpora a la corriente Nueva Izquierda del PRD.

### Renuncia al PRD
Después de 20 años de militancia, en diciembre de 2009 renunció al Partido de la Revolución Democrática debido a que –en su opinión– en el congreso re-fundacional del mismo no se alcanzaron los objetivos para transformar el partido. René Arce Círigo se declaró Senador Independiente, aunque dijo que podría mantener un trabajo con los temas que hubiera coincidencia con el PRD.
Permaneció en la bancada del PRD en el Senado, hasta junio de 2011, cuando presentó su renuncia oficial al coordinador de la banca perredista Carlos Navarrete Ruiz. Esto, a causa del apoyo de René Arce Círigo a la campaña de Eruviel Ávila Villegas Candidato a Gobernador por el Partido Revolucionario Institucional en el Estado de México.
El 13 de septiembre de 2011 el Partido Verde Ecologista de México integró a René Arce como parte de la fracción parlamentaria de dicho partido, bajo una agenda de trabajo con diversos puntos en común.
El senador manifestó su opinión en favor de la legalización de la marihuana. El 5 de noviembre de 2008 presentó una iniciativa en el Senado con el fin de regular el mercado de la cannabis.
Es promotor de la Economía Social y Solidaria, como una alternativa de organización económica, distinta a la Economía de Estado y a la Economía de libre Mercado. En mayo de 2012 presentó la iniciativa para reglamentar el Artículo 25 de la Constitución en lo referente al sector social de la economía.

### Retorno al PRD y años posteriores
Como parte de sus primeros actos como líder de partido, Agustín Basave invitó a René Arce a re-incorporarse en el instituto político. Esto se realizó en medio de varias críticas realizadas al entonces senador por colaborar con el entonces presidente Peña Nieto y con el gobernador del Estado de México Eruviel Avila.
En noviembre de 2023 el ahora exsenador anunciaría su retorno a la vida pública bajo el umbral de dos nuevas organizaciones civiles, la primera como corriente del PRD Fuerza Cívica Nacional, la segunda como organización externa llamada Fuerza Rosa.Ambas organizaciones estarían dedicadas a apoyar a Xóchitl Gálvez en su campaña presidencial de 2024.

## Libros
- Transición democrática
- Legislar y debatir
- Hacia una Cultura de la Legalidad